# Šibenice (hra)

Rozehraná hra (tajenka je Wikipedia)

Jedna z variant postupného kreslení šibenice s oběšencem

Šibenice nebo také Oběšenec či Kat je hádací hra s tužkou a papírem pro dva či více hráčů, jejíž podstatou je snaha postupně po písmenech odhalit skryté slovo. Jeden z hráčů si vymyslí slovo (případně i sousloví či větu) a naznačí počet jeho písmen nakreslením odpovídajícího počtu prázdných políček. Druhý hráč (respektive ostatní hráči) pak navrhuje písmena, která by v slově mohla být. Po každém návrhu buď první hráč zakreslí písmeno na všech pozicích, na kterých se v tajence vyskytuje, anebo, pokud se písmeno ani jednou v tajence nevyskytuje, nakreslí jednu čáru z obrázku panáčka na šibenici.
Hádající hráč(i) zvítězí, pokud uhádne tajenku dříve, než je jeho neúspěšnými pokusy obrázek dokreslen, jinak vyhrává hráč, který tajenku vymyslel.
Přesná podoba schematického obrázku panáčka na šibenici, respektive počtu tahů, z kterých je složen, a tím povoleného počtu neúspěšných návrhů není standardizována a závisí na domluvě hráčů.
Vznik hry se předpokládá v devatenáctém století.
Protože se v podstatě jedná o jazykovou hru, bývá někdy doplňkově využívána při výuce cizích jazyků.
Na podobném principu byly vysílány i televizní soutěže, ve kterých byli soutěžící za uhodnuté písmeno finančně odměňováni (výši výhry určovala ruleta). Například v České republice vysílala tento typ pořadu televize Nova pod názvem Kolotoč, přičemž se jednalo o licencovanou verzi pořadu Wheel of Fortune původně vysílaného ve Spojených státech amerických.

## Software
Existuje rovněž bezpočet implementací šibenice jako počítačové hry pro PC nebo nověji i on-line pro webový prohlížeč.
Např. jedna multiplatformní open source varianta hry na GitHubu uvádí ve své nápovědě:

Cílem hry je v každém kole odkrýt tajné slovo, jehož délka je na začátku vyznačena podtržítky: „_l_nka“.

Každé kolo z celkem 9 začíná s 11 životy, které poté ubývají s chybnými pokusy. Z daného kola si odnesete počet bodů rovnající se zbývajícímu počtu životů a body se v průběhu hry sčítají do celkového skóre. Pakliže některé slovo neuhodnete před vyčerpáním všech 11 životů, prohráváte.

Nicméně jedná se o původní dílo a pravidla byla vytvořena jako unikátní.